# Nœud cométaire

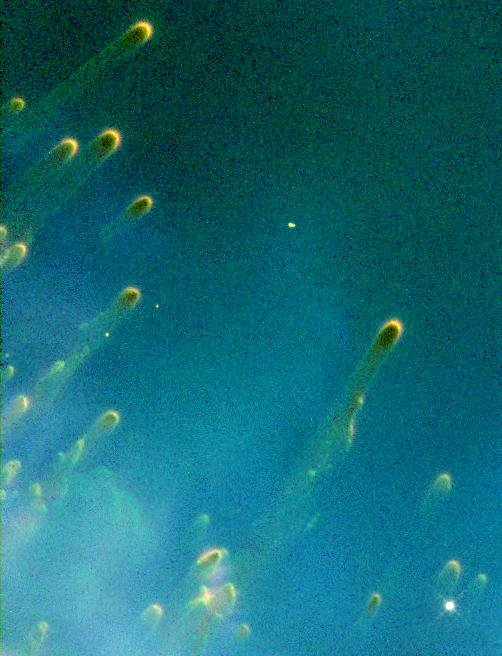
Nœuds cométaires dans la nébuleuse de l’Hélice

Les nœuds cométaires sont des objets observés à proximité de plusieurs nébuleuses planétaires, y compris la nébuleuse de l’Hélice (NGC 7293), la nébuleuse de la Lyre (NGC 6720 ou M57), la nébuleuse de l'Haltère (NGC 6853 ou M27), la nébuleuse de l'Esquimau (NGC 2392) et la IC 4406,. On suppose que ces objets sont des éléments courants de l’évolution des nébuleuses planétaires, mais cette hypothèse ne peut être confirmée que grâce aux exemples les plus approfondis. Ils sont dans l’ensemble plus grands que le Système solaire en termes de taille (ex. : l’orbite de Pluton), avec des masses comparables à celle de la Terre. Un nœud représente le « revêtement ionisé d’un globule moléculaire poussiéreux et dense » qui forme un objet en forme de croissant, ionisé et illuminé par une étoile centrale, avec un rayon ou une queue à l’arrière. Le globule central est au moins 1 000 fois plus dense que le matériau environnant qui l’englobe. Son aspect est similaire à la queue d’une comète qui tourne le dos à son étoile. Cependant, les comètes sont des corps solides bien plus petits en termes de masse et de taille globale.
À proximité de la nébuleuse de l’Hélice, le globule poussiéreux central de chaque nœud cométaire apparaît sombre en contraste avec le fond d’une coque sphérique qui émet de la lumière à [O III] 5 007 Angstrom. Ceux qui se trouvent du côté le plus éloigné ne masquent pas cette source de lumière et ne disposent donc pas de cette apparence sombre.

## Rapport avec les autres flux de photo-évaporation
Le nœud cométaire est un type de flux de photo-évaporation ionisé, habituellement associé à une nébuleuse planétaire. Cependant, plusieurs autres types de flux de photo-évaporation (disques protoplanétaires ionisés, globules de Bok, trompes d’éléphant et champagne flow (en)) sont recensés dans la Région HII, comme la Nébuleuse d’Orion. Les nœuds cométaires sont décrits comme étant plus dépendants de l’advection que les autres types, qui sont dépendants de la recombinaison ou de la poussière. Une distinction peut être établie en termes de formule pour l’« équilibre d’ionisation dynamique dans un flux de photo-évaporation », F* ≈ μn0 + αn02h. F* étant l’« incident flux de photons ionisants à l’extérieur du flux », μ étant la « vitesse de flux initiale », α étant le « coefficient de recombinaison », n0 étant le « pic de densité ionisée du flux » et h, qui est d’environ 0,1 r0, est l’« épaisseur réelle du flux ». Dans les flux dépendants de l’advection, μn0 est supérieur à αn02h et la majorité des photons entrants atteignent le front d’ionisation et ionisent le gaz frais. Dans les autres flux, la plupart des photons n’atteignent pas le front d’ionisation et équilibrent à la place les recombinaisons dans le flux.

## Rapports avec les objets plus éloignés
Plusieurs objets ont été désignés comme nœuds cométaires ou globules de Bok encerclant l’étoile variable de type R Coronae Borealis. Il s’agit d’une étoile singulière ayant la particularité d’être potentiellement le résultat d’une fusion avec une naine blanche ou d’un éclatement ultime d’hélium, diminuant périodiquement à cause de l’accumulation de poussière de carbone autour de ce dernier, agissant comme un « coronographe naturel ».
La modélisation en trois dimensions de NGC 6337, une planète disposant d’un noyau binaire rapproché, indique la présence d’un « anneau épais avec des nœuds et filaments radiaux ». Les nœuds cométaires représentent des fluctuations de densité importante dans un tore en lente expansion.

## Galerie

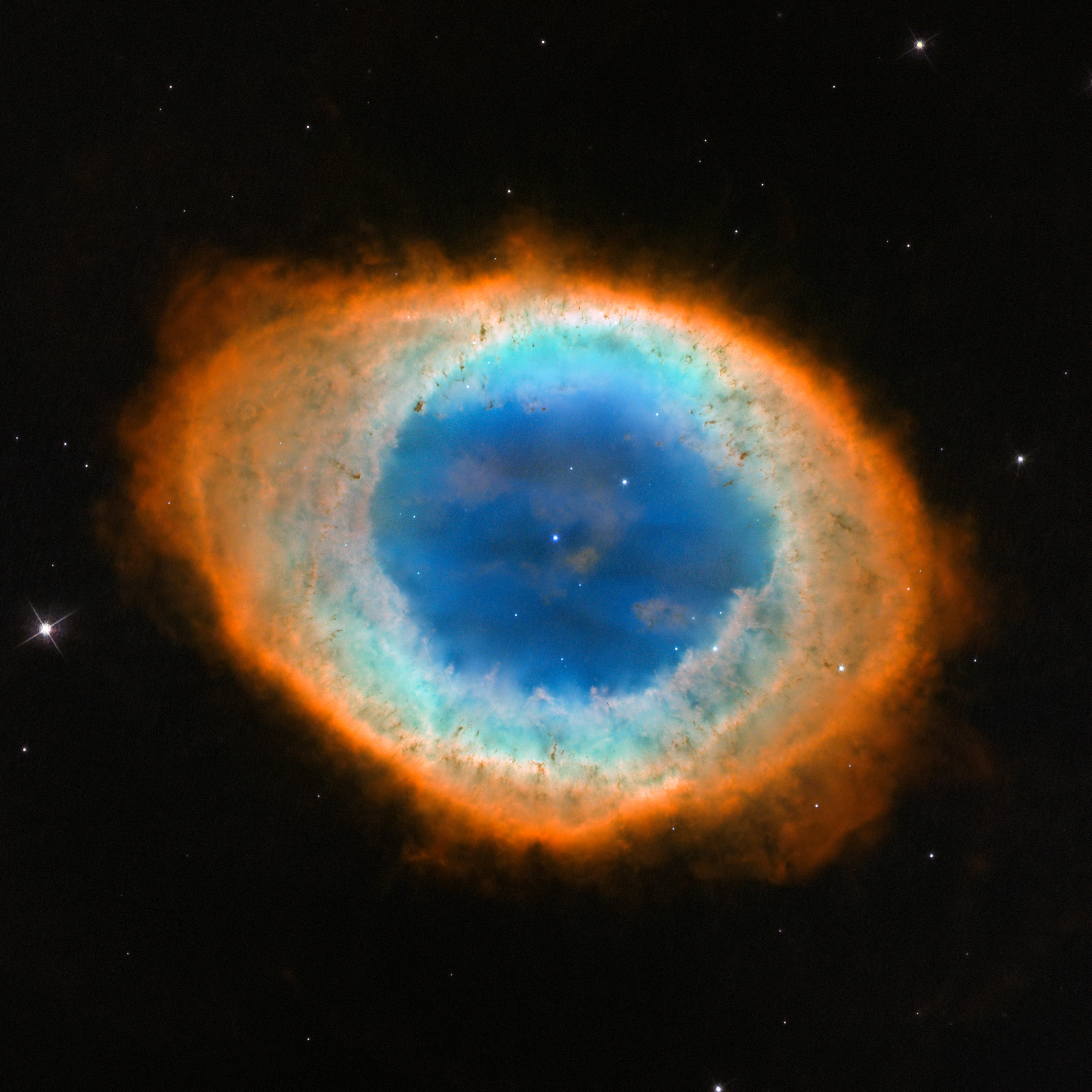
Nébuleuse de la Lyre
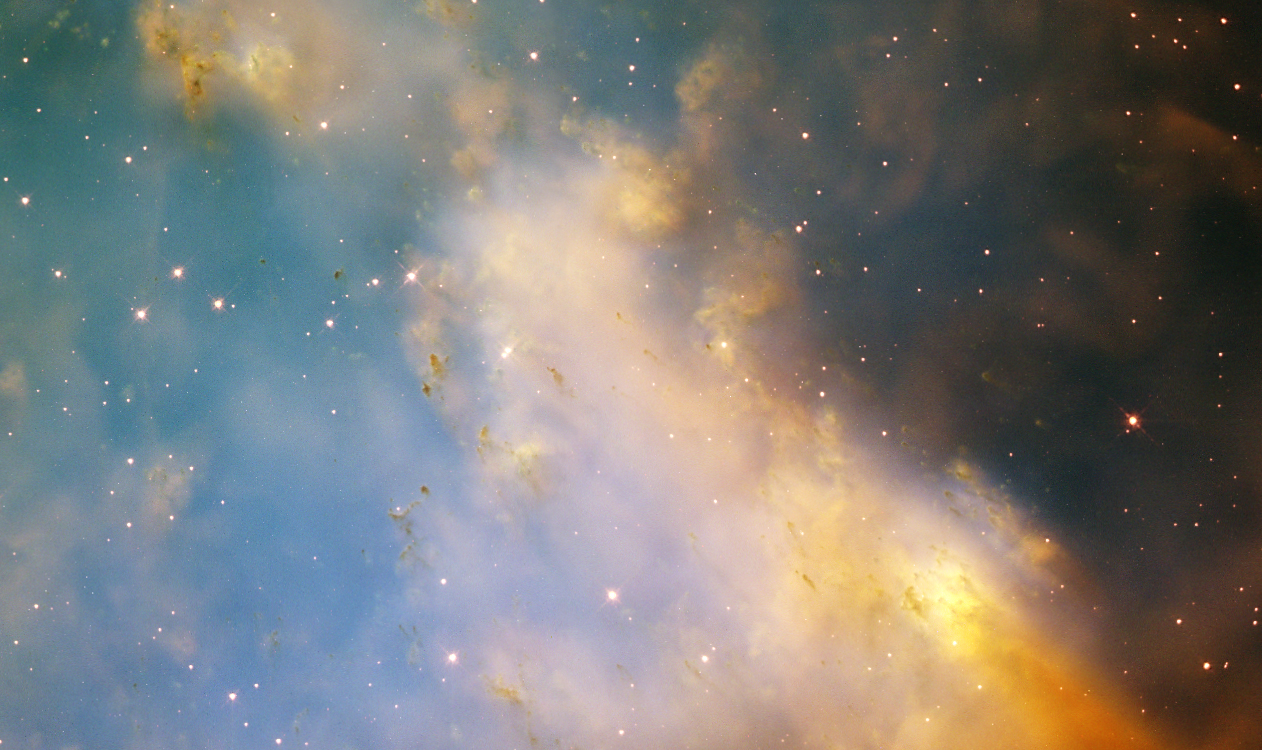
Nœuds dans la Nébuleuse de l’Haltère
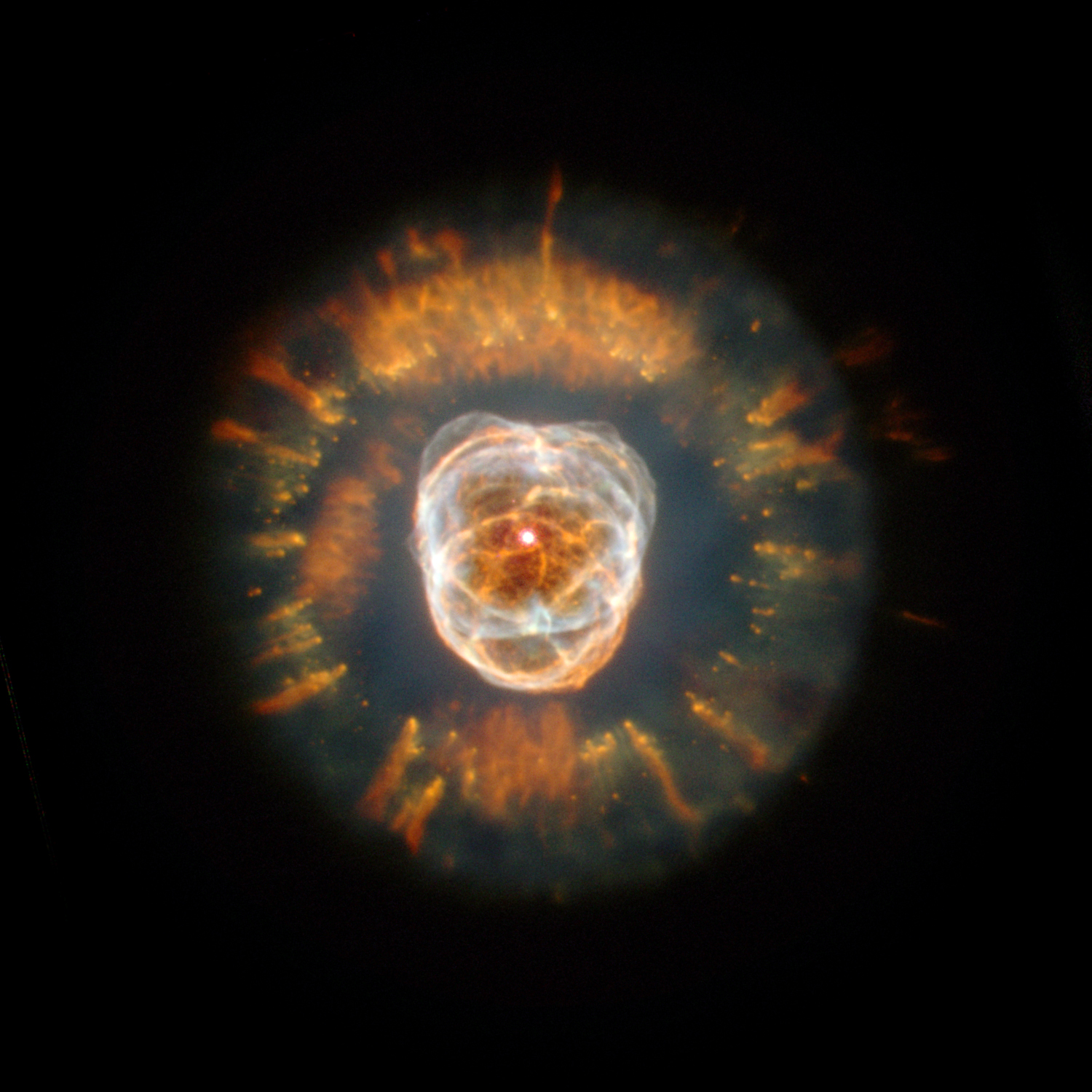
Nébuleuse de l’Esquimau